# Janet Jackson
Janet Damita Jo Jackson (Gary, 16 de maio de 1966) é uma cantora, compositora, atriz e dançarina estadunidense. Ela é conhecida por seus álbuns inovadores, socialmente conscientes e sexualmente provocativos, assim como por seus elaborados concertos. Seu som e coreografia se tornaram um catalisador no crescimento e popularização da MTV, permitindo que ela ganhasse destaque enquanto quebrava barreiras de gênero e raça no processo. O conteúdo lírico que focava em questões sociais e experiências vividas estabeleceu sua reputação como um modelo para a juventude.
A décima e mais nova filha da família Jackson, Janet estrelou vários seriados de televisão ao longo dos anos 1970 e início da década de 1980, incluindo Diff'rent Strokes e Fame. Em 1982, ela lançou seu primeiro álbum e posteriormente tornou-se um ícone pop com o lançamento dos álbuns Control (1986) e Rhythm Nation 1814 (1989). Suas colaborações com os produtores musicais Jimmy Jam e Terry Lewis incorporaram uma variedade de gêneros musicais e influenciou o desenvolvimento do gênero new jack swing. Na década de 1990, Jackson se tornou um dos atos mais bem pagos da indústria, assinando dois contratos multimilionários com a Virgin Records. Ela estabeleceu sua imagem como um símbolo sexual com o papel principal no filme Poetic Justice (1993), e por meio dos álbuns Janet (1993) e The Velvet Rope (1997). No final dos década de 1990, a Billboard a nomeou a segunda artista de maior sucesso da década nos Estados Unidos, depois de Mariah Carey.
O lançamento de seu sétimo álbum de estúdio, All for You (2001), coincidiu com Jackson se tornando uma das poucas artistas a conquistar dez singles número um na Billboard Hot 100. No entanto, a reação negativa da controvérsia do show do intervalo do Super Bowl XXXVIII de 2004, resultou em um boicote da indústria, com a redução de suas músicas nas rádios, promoções televisionadas e números de vendas. Após o lançamento de seu nono álbum, 20 Y.O., ela saiu da Virgin Records e assinou com a Island Records, onde lançou seu décimo álbum de estúdio Discipline (2008). Em 2015, ela fez uma parceria com a BMG Rights Management para lançar sua própria gravadora, Rhythm Nation, e no mesmo ano, lançou seu décimo primeiro álbum, Unbreakable. Em 2024, a Together Again Tour (2023–2024), se tornou a turnê de maior bilheteria de sua carreira.
Jackson já vendeu mais de 100 milhões de discos, configurando-a com uma das artistas musicais mais vendidas de todos os tempos. Ela detém o recorde de maior quantidade de entradas consecutivas no top dez da Billboard Hot 100 por uma artista feminina (18) e permanece sendo a única artista na história a alcançar o top cinco do gráfico com sete singles de um mesmo álbum (Rhythm Nation 1814). Em 2008, a Billboard listou-a a na sétima posição da listas dos Maiores Artistas da História da Hot 100, e em 2010, foi classificada na quinta posição da lista dos 50 Melhores Artistas de R&B/Hip-Hop dos Últimos 50 Anos. Em 2016, a revista a nomeou a segunda artista mais bem-sucedida na parada Dance Club Songs, atrás de Madonna. Seus prêmios incluem cinco Grammy Awards, onze Billboard Music Awards, onze American Music Awards, uma indicação ao Oscar, uma estrela na Calçada da Fama de Hollywood e oito entradas no Guinness World Records. Em 2019, ela foi introduzida ao Rock and Roll Hall of Fame.

## Biografia

### 1966–1985: Início de vida e Carreira

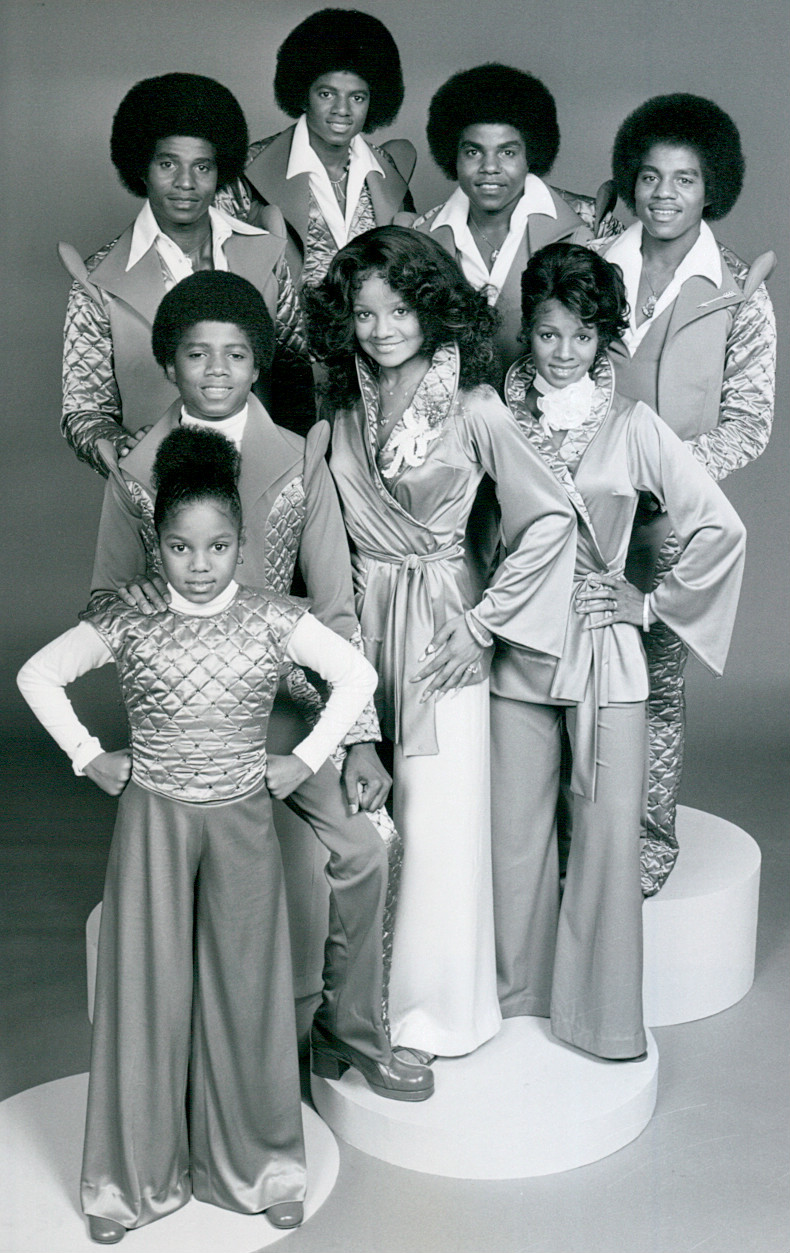
Jackson (embaixo, à esquerda) em uma fotografia de 1977 durante as gravações de The Jacksons

Janet Damita Jo Jackson nasceu em 16 de maio de 1966, em Gary, Indiana, a mais nova de dez filhos, filha de Katherine Esther e Joseph Walter Jackson. Os Jackson eram de classe média baixa e Testemunhas de Jeová, embora Janet, mais tarde, se abstivesse de qualquer religião organizada. Desde jovens, seus irmãos começaram a se apresentar como Jackson 5 na área de Chicago-Gary. Em 1969, o grupo assinou um contrato de gravação com a Motown Records, e logo obteve sucesso. A família então se mudou para o bairro de Encino, em Los Angeles. Janet inicialmente desejou se sustentar tornando uma jóquei de corridas de cavalos ou advogada na área do entretenimento. Porém ela foi influenciada por seu pai a ter uma carreira no entretenimento e considerou a ideia depois de se gravar no estúdio.
Aos sete anos, Janet se apresentou no MGM Casino em Las Vegas Strip e começou a participar do "The Jacksons", programa de variedades estrelado por seus irmãos. Em 1977, ela foi selecionada para o papel principal de Penny Gordon Woods, na sitcom "Good Times". Mais tarde, ela estrelou na série "A New Kind of Family", e depois teve um papel recorrente em Diff'rent Strokes, interpretando Charlene Duprey. Também desempenhou o papel de Cleo Hewitt durante a quarta temporada da série "Fame", mas expressou indiferença em relação à série, em grande parte devido ao estresse emocional de seu casamento secreto com o cantor James DeBarge. Jackson mais tarde falou sobre seu tempo no programa em uma entrevista, revelando que o elenco ocasionalmente pregava peças nela, mas ela falou com carinho sobre eles.
Quando Jackson tinha dezesseis anos, seu pai e empresário, Joe Jackson, lhe arranjou um contrato com a A&M Records. Seu álbum de estreia, Janet Jackson, foi lançado em 1982, e foi supervisionado por Joe. O álbum alcançou a posição 63 na Billboard 200 e o sexto lugar na parada Top Black Albums. Os três singles do álbum tiveram pouco impacto nas rádios e o álbum vendeu pouco mais de 300.000 cópias. O segundo álbum de Janet, Dream Street, foi lançado em setembro de 1984, e alcançou o número 147 na Billboard 200, e número 19 na parada Top Black Albums. O single principal "Don't Stand Another Chance", produzido por seu irmão Marlon, alcançou a nona posição na parada Black Singles Chart. Seu primeiro videoclipe, "Dream Street", foi filmado durante as gravações da série de TV "Fame". Dream Street é o álbum de estúdio de menor sucesso da carreira de Janet, e seu único álbum a não gerar nenhum sucesso na Billboard Hot 100.

### 1986–1988: O sucesso de Control
Depois do lançamento de Dream Street, Jackson decidiu separar seus negócios de sua família. Mais tarde, ela comentou:
Eu só queria sair de casa, sair debaixo do meu pai, era uma das coisas mais difíceis que eu tinha que fazer, dizendo que eu não queria trabalhar com ele.
O executivo da A&M Records, John McClain, se tornou seu novo empresário, e contratou os produtores Jimmy Jam e Terry Lewis para trabalhar em seu novo álbum. O primeiro single, "What Have You Done for Me Lately", foi lançado em 13 de janeiro de 1986,, e atingiu o número quatro na Hot 100 da Billboard, sendo seu maior sucesso, até então. Lançado em 4 de fevereiro de 1986, seu terceiro álbum de estúdio intitulado, "Control", debutou em 84 na Billboard 200 e quatro meses depois chegou ao topo da parada, vendendo mais de 250.000 cópias por semana, na época, um recorde de vendas para uma artista feminina. O álbum endeu mais de 10 milhões de cópias no mundo inteiro e foi certificado 5x Platina pela RIAA, por vender mais 6,883 milhões de cópias apenas nos Estados Unidos. O álbum gerou cinco singles no top cinco da Billboard Hot 100, além de "What Have You Done for Me Lately", também emplacou a faixa título "Control", "Nasty", "The Pleasure Principle", "When I Think of You" (que se tornou seu primeiro hit número 1 no Hot 100) e a balada "Let's Wait Awhile". 
Control recebeu três indicações ao Grammy, incluindo "Álbum do Ano". Também venceu seis prêmios no Billboard Music Awards e quatro American Music Awards, de doze indicações. Além do sucesso comercial, Control foi um sucesso de crítica; O conteúdo lírico do álbum incluía vários temas de empoderamento feminino e uma fusão inovadora de dance-pop, com tons de hip-hop e R&B, que influenciou a música pop da época. Os videoclipes dos singles se tornaram populares na MTV, e juntamente com Madonna, e seu irmão Michael, ajudaram o canal a atrair uma audiência mais ampla e popular. Seu single “Nasty” ganhou o MTV Video Music Awards de "Melhor Coreografia" em 1987, dando destaque para então coreógrafa de Janet, Paula Abdul.
Em janeiro de 1987, foi lançado um álbum de remixes, Control: The Remixes, que vendeu mais de 2 milhões de cópias no mundo, recebendo o certificado de Platina no Reino Unido. Janet não fez uma turnê para promover o álbum, apenas o promoveu em rádios e programas de televisão. A promoção do álbum foi finalizada em fevereiro de 1988. Neste ponto, a critica considerou que Janet estava "se livrando de ser uma sombra da família Jackson" e se tornando "uma artista por feito próprio".

### 1989–1991: Rhythm Nation
Em 22 de agosto de 1989, é lançando "Miss You Much", o primeiro single de seu quarto álbum de estúdio, que liderou a parada de singles Billboard Hot 100, tornando-se seu segundo hit número um, passando quatro semanas consecutivas no topo da parada. O álbum "Rhythm Nation 1814", foi lançado em 19 de setembro de 1989, debutando em #28 na Billboard 200, e em #87 na Billboard R&B/Hip-Hop Albums Na semana seguinte, atingiu o topo da parada, onde liderou por 4 semanas; o álbum também liderou a Billboard R&B/Hip-Hop Albums, por 2 semanas. "Rhythm Nation" foi o segundo álbum mais vendido de 1989, e o mais vendido de 1990, mesmo sem atingir a primeira posição nesse ano, fato único até hoje. O álbum vendeu 14 milhões de cópias mundialmente, sendo 10,1 milhões nos Estados Unidos; também ficou por 130 semanas na Billboard 200, um recorde para a época. Aclamado pela crítica, devido à sua produção inovadora e exploração lírica, recebeu notas altas de aprovação.
Além de "Miss You Much", os single "Rhythm Nation", "Escapade", "Alright", "Come Back to Me", "Black Cat" e "Love Will Never Do (Without You)", chegaram no top cinco da Billboard Hot 100, e fez o álbum ser o primeiro na história a produzir sucessos número um no Hot 100 em três anos separados (1989, 1990, 1991). O videoclipe de “Rhythm Nation” é considerado um dos mais icônicos e populares da história, por sua coreografia e figurino, e rendeu a Janet um Grammy de nove indicações e a tornou a primeira artista feminina a ser indicada como "Produtora do Ano". O sucesso do álbum também rendeu a Janet um recorde de quinze indicações ao Billboard Music Awards, vencendo oito delas.
Em 1990, Janet inicia sua primeira turnê mundial, a "Rhythm Nation World Tour", que arrecadou mais de 30 milhões de dólares e foi assistida por 3 milhões de pessoas, sendo a terceira mais bem sucedida entre 1990/1991. Janet criou a "Bolsa Rhythm Nation", doando fundos da turnê para vários programas educacionais. No mesmo ano, ela recebeu uma estrela na Calçada da Fama de Hollywood em reconhecimento ao seu impacto na indústria fonográfica e também recebeu o MTV Video Vanguard Award.
Em maio de 1991, Janet saiu da A&M Records e assinou o maior contrato fonográfico da época com a Virgin Records, 32 milhões de dólares por três álbuns.

### 1992–1996: Janet., Poetic Justice e Design of A Decade
Seu quinto álbum de estúdio, "Janet", foi lançado em 18 de maio de 1993, vendendo 350.000 cópias em sua semana de estreia, liderando a Billboard 200, sendo seu primeiro álbum a debutar nessa posição. O álbum permaneceu no topo por 6 semanas, e 17 semanas na Billboard R&B/Hip-Hop Albums, além disso, ficou 150 semanas na Billboard 200. Também obteve sucesso nas paradas mundiais, estreando em primeiro lugar no Reino Unido, Nova Zelândia, e Austrália. O álbum foi certificado 6x Platina pela RIAA, de acordo com a Nielsen SoundScan, o álbum vendeu 7.035.000 milhões de cópias nos Estados Unidos, e 14 milhões de cópias mundialmente, sendo o álbum mais vendido de Janet. "That's the Way Love Goes", o primeiro single, ficou por 8 semanas consecutivas no topo. Também ganhou o Grammy de "Melhor Canção de R&B". "If" foi lançado como o segundo single e alcançou a quarta posição no Hot 100. Janet apresentou um medley dos dois singles no MTV Video Music Awards de 1993, sendo considerada até hoje uma de suas melhores performances, e uma das mais memoráveis da premiação. "Because of Love" alcançou a décima posição, "Any Time, Any Place" alcançou a segunda posição, e "You Want This", o último single comercial para os Estados Unidos, alcançou a oitava posição no Hot 100. Essa é considerada a era mais sexy de Janet, seus videoclipes e performances a estabeleceu como um símbolo sexual.
Em julho de 1993, o filme Poetic Justice, que Janet estrelou ao lado do rapper Tupac, estreou em primeiro lugar nos cinemas dos Estados Unidos, com doze milhões de dólares arrecadados no primeiro final de semana. A balada "Again", que foi escrita para o filme, liderou a Hot 100 por duas semanas, e recebeu indicações ao Globo de Ouro e ao Oscar de "Melhor Canção Original". Em setembro de 1993, Janet foi capa da revista Rolling Stone, onde aparece de topless, com seus seios segurados por uma mão masculina, a de seu então marido René Elizondo, Jr. Essa tornou-se uma das capas de revista mais famosas da história. Em novembro 1993, Janet iniciou sua maior turnê, até então, a Janet World Tour, que se estendeu até 1995, com 125 concertos no total.
Janet assinaria um acordo multimilionário para uma campanha com a Coca-Cola, mas a empresa acabou desistindo quando seu irmão Michael foi acusado de pedofilia, e de certa forma, ela acabou ficando ligada ao caso quando o apoiou e defendeu publicamente. Em maio de 1995, ela colaborou com Michael no single Scream, uma canção escrita por ambos, que é uma resposta as especulações e mentiras sobre a vida dos irmãos que eram divulgadas constantemente pelos tabloides. O single estreou em quinto lugar na Hot 100, e o videoclipe foi listado no Guinness como o "Vídeo musical mais caro já feito", custando 7 milhões de dólares. O clipe ganhou o Grammy de "Melhor Vídeo Musical" em 1996, e três VMA's.
Após o fim da turnê, em outubro de 1995, Janet anunciou o lançamento de sua primeira compilação, a "Design of a Decade 1986/1996" que debutou em #4 na Billboard 200 e na R&B/Hip-Hop Albums, alcançando o terceiro lugar na segunda semana. A compilação foi certificada 2x Platina nos Estados Unidos, por 2,9 milhões de cópias vendidas, e 3x Platina na Europa. O álbum vendeu mais de 10 milhões de cópias mundialmente. O single, "Runaway", tornou-se a primeira música de uma artista feminina a estrear entre os dez primeiros do Hot 100, alcançando o número três. Em janeiro de 1996, Janet renovou com a Virgin Records, por 80 milhões de dólares, o maior contrato fonográfico da história para um único álbum.

### 1997–1999: The Velvet Rope
Janet começou a sofrer de depressão e ansiedade severas, levando-a a narrar a experiência em seu sexto álbum, "The Velvet Rope". Seu estilo sofreu uma grande mudança, combinando elementos das culturas gótica e africana, com cabelos ruivos vibrantes, piercings no nariz e tatuagens. É considerado pela crítica o melhor o álbum de sua carreira, sendo o mais maduro e ousado, abordando questões, como depressão, homofobia e violência doméstica. Lançado em 6 de outubro de 1997, o álbum debutou no topo da Billboard 200, com 202 mil cópias vendidas. Posteriormente, foi certificado como triplo platina nos EUA e vendeu mais de oito milhões de cópias em todo o mundo.
O primeiro single "Got 'til It's Gone", uma parceria com o rapper Q-Tip, não foi lançado comercialmente nos EUA, tornando-o inelegível para aparecer no Hot 100, apesar disso, alcançou a posição 36 na parada Hot 100 Airplay. O videoclipe estreou pouco antes de começar o MTV Video Music Awards de 1997, e se passa durante a época do apartheid na África do Sul, e retrata a liberdade e a prosperidade, opondo-se à segregação racial e à supremacia. Foi considerado uma obra-prima pela crítica, e venceu o Grammy de "Melhor Vídeo Musical". O segundo single "Together Again", se tornou seu oitavo hit número um na Hot 100, vendendo seis milhões de cópias em todo o mundo. Janet doou parte dos lucros das vendas do single à Fundação Americana de Pesquisa da AIDS. "I Get Lonely" alcançou a posição número três no Hot 100,  e recebeu uma indicação ao Grammy de "Melhor Performance Vocal Feminina de R&B".
Em 1998, Janet iniciou a "The Velvet Rope World Tour", para promover o álbum. O concerto no Madison Square Garden foi transmitido pela HBO para mais de 15 milhões de telespectadores. Foi nomeado para quatro Emmy Awards, vencendo um, e também foi lançado em VHS/DVD, intitulado "The Velvet Rope Tour – Live in Concert." Em 1999, Janet recebeu o "Legend Award", no World Music Awards, por mais de 100 milhões de álbuns vendidos.

### 2000–2003: Nutty Professor II e All For You
Em janeiro de 2000, Janet foi escalada para estrelar o filme Nutty Professor II: The Klumps, ao lado de Eddie Murphy. Ela também contribuiu para a trilha sonora do filme com "Doesn't Really Matter", que liderou a Billboard Hot 100 por três semanas consecutivas.
Em março de 2001, Janet lançou o single "All for You", que fez história nas rádios, sendo "adicionado a todas as estações de rádio pop, rítmicas e urbanas" em sua primeira semana; O single chegou ao topo da Hot 100, onde permaneceu por 7 semanas, e venceu um Grammy de Melhor Gravação Dance. O próximo single, "Someone to Call My Lover", também fez sucesso e alcançou a terceira posição na Hot 100. Seu sétimo álbum de estúdio, "All For You", foi lançado em 16 de abril de 2001, e vendeu 605 mil cópias em sua semana de lançamento nos Estados Unidos, sendo a maior estreia da carreira de Janet e o seu quinto álbum consecutivo a liderar a Billboard 200. O álbum foi certificado 2x Platina pela RIAA, com 3,4 milhões de cópias vendidas nos Estados Unidos e vendeu 9 milhões de cópias no mundo todo. No mesmo ano, a MTV a homenageou com um especial "MTV Icon", um programa que prestou homenagem à sua carreira e influência, e contou com as presenças de Michael Jackson, Stevie Wonder, Christina Aguilera, Britney Spears, Jennifer Lopez, Aaliyah, Pink, Destiny's Child, entre outros. O American Music Awards de 2001, também homenageou Jackson com um Prêmio de Mérito por "seus álbuns multiplatinados, elaborados, aclamados pela crítica e socialmente conscientes".
Em julho de 2001, Jackson iniciou a All For You World Tour;A turnê viajou pelos Estados Unidos e Japão, já as datas europeias e asiáticas foram canceladas após os ataques terroristas de 11 de setembro. O DVD Janet Jackson - Live in Hawaii foi lançado em junho de 2002, e foi gravado no último concerto da turnê que aconteceu em fevereiro de 2002, em Honolulu; O mesmo show foi transmitido pela HBO, sendo assistido por 12 milhões de estadunidenses, e posteriormente venceu um Emmy. No Brasil o especial foi transmitido exclusivamente em um canal da DirecTV.

### 2004–2005: O escândalo doSuper Bowle Damita Jo

Janet e Justin no momento do incidente.

Janet foi escolhida pela NFL e pela MTV para se apresentar no show do intervalo do Super Bowl XXXVIII. Em 1 de fevereiro de 2004, ela apresentou um medley de "All for You", "Rhythm Nation" e um trecho de "The Knowledge", antes de apresentar "Rock Your Body" ao lado do convidado surpresa Justin Timberlake. Enquanto Timberlake cantava a letra "Vou deixar você nua no final desta música", ele rasgou parte de sua roupa, expondo seu seio direito para 140 milhões de telespectadores. Durante a transmissão, cerca de 540.000 ligações foram feitas à organização do evento para reclamar do caso, considerando a performance obscena e desnecessária. O incidente tomou grandes proporções, e Janet teve que se desculpar; mas meses depois, se disse arrependida de pedir desculpas, por um ato em que não teve culpa.
Eu peço desculpas se ofendi alguém. Esta realmente não foi a minha intenção. MTV, CBS e NFL não tinham conhecimento da performance final.— Janet Jackson.
Janet foi acusada do ato ser uma jogada publicitária, ela negou, mas admitiu que mostraria parte da lingerie no final da apresentação, mas que o estilista errou nas medidas. A CBS, que transmitia a partida, foi determinada a pagar uma multa de 550 mil dólares a Comissão Federal de Comunicações dos EUA. Ainda em 2004, Janet processou o estilista Alexander McQueen, que desenho a roupa e ele foi determinado a pagar 100 mil dólares a ela, por danos morais.
Durante todo o ano de 2004 a mídia tratou o caso com extrema relevância, o que fez com que diversos contratos de Janet fossem cancelados, principalmente o de sua nova turnê. Ela também foi demitida da produção do filme biográfico da cantora e ativista Lena Horne, onde ela interpretaria a própria Lena; No ano anterior, uma estátua do Mickey Mouse vestindo o icônico figurino de "Rhythm Nation" foi colocada no Walt Disney World para homenagear seu legado, mas foi removida após a polêmica; Janet foi colocada em uma lista negra de vários veículos da mídia, a pedido do CEO da CBS, Les Moonves; Dois dos conglomerados envolvidos no boicote estavam a Viacom, dona da MTV, VH1, BET e outros canais, e a Infinity Broadcasting, dona das maiores estações de rádio dos EUA, o que prejudicou o desempenho de seus próximos lançamentos. Por outro lado, a carreira de Justin Timberlake não sofreu perdas; O cantor se distanciou do assunto, sem nenhum posicionamento significativo; Uma semana depois do incidente ocorreu a cerimônia do Grammy, e a CBS permitiu que Timberlake fosse a cerimônia, mas retirou o convite de Janet, que estava confirmada como uma das apresentadoras.
Lançado em março de 2004, seu oitavo álbum, Damita Jo debutou em segundo lugar na Billboard 200, e na Billboard R&B/Hip-Hop Albums, com 384 297 cópias vendidas na primeira semana, seu primeiro álbum a não chegar ao topo desde 1986. O primeiro single do álbum, "Just a Little While", foi lançado um dia depois Super Bowl, e tanto o single quanto seu videoclipe foram boicotados. Janet fez muitas aparições em programas de TV para melhorar sua imagem e ajudar nas vendas do álbum. A série Will & Grace, contou com sua participação em um episódio, assim como o Saturday Night Live. Ela também foi homenageada no Soul Train Music Awards com o "Lifetime Achievement Awards". Ao final de 2004, o álbum havia vendido 1,2 milhão de cópias nos EUA, e 3 milhões no mundo todo, sendo certificado platina pela RIAA dois meses depois do lançamento.

### 2006–2007: 20 Y.O. e Why Did I Get Married?
Para promover seu nono álbum de estúdio, "20 Y.O.", Janet apareceu na capa da revista Us Weekly em junho de 2006, a qual se tornou uma das edições mais vendidas nos Estados Unidos. O título do álbum, "20 anos", é uma celebração ao seu primeiro álbum de sucesso, Control. Janet, então, lançou 20 Y.O. em setembro de 2006, e estreou em 2º lugar na Billboard 200.
O primeiro single do álbum foi "Call on Me", com a participação do rapper Nelly. A canção alcançou o Top 20 na Inglaterra, e chegou ao número 25 na Billboard Hot 100, também passou duas semanas não consecutivas em primeiro lugar na parada Hot R&B/Hip-Hop Songs. O segundo single "So Excited", em parceria com a rapper Khia, alcançou a posição 90 no Hot 100, e por último "With U", que não entrou no Hot 100, mas conseguiu alcançar a posição 65 na parada Hot R&B/Hip-Hop Songs. 20 Y.O. recebeu disco de platina nos EUA, e vendeu ao todo 1,5 milhões de cópias mundialmente. Recebeu uma indicação ao Grammy de "Melhor Álbum de R&B Contemporâneo" em 2007.
Ainda naquele ano, ela estrelou ao lado de Tyler Perry o filme "Why Did I Get Married?". Sucesso nas críticas, estreou em primeiro lugar nos cinemas americanos, arrecadando 21,4 milhões de dólares em sua primeira semana. Janet ganhou um Imagen Awards de "Melhor Atriz Coadjuvante em Filme" pelo papel.

### 2008–2014: Discipline e Number Ones
Em 2008, Jackson assinou com a Island Records. Seu décimo álbum de estúdio, "Discipline", foi lançado em fevereiro de 2008, estreando em primeiro lugar, com 181,075 cópias vendidas. O primeiro single do álbum, "Feedback", teve um bom desempenho e alcançou a posição 19 na Hot 100 e 9 no Mainstream Top 40. Quatro dias depois de "Discipline" estrear em primeiro lugar, Janet apresentou “Feedback” ao vivo no TRL da MTV – marcando o fim oficial do boicote da emissora a Janet, após quatro anos. Após o lançamento de "Discipline", Janet rompeu com a Island Records, pois ela estava insatisfeita com a forma como L.A. Reid lidou com a promoção do álbum. Sua quinta turnê, a "Rock Witchu Tour", começou em setembro de 2008. No mesmo ano, 
Em junho de 2009, seu irmão, Michael, morreu aos cinquenta anos. Janet fez uma homenagem a ele no MTV Video Music Awards de 2009, apresentando "Scream". A segunda compilação de sucessos de Janet, "Number Ones", foi lançada em novembro de 2009. Para promover, ela apresentou um medley de sucessos no American Music Awards. O single promocional do álbum "Make Me", tornou-se o décimo nono número um de Jackson na parada Hot Dance Club Songs. Em abril de 2010, Jackson reprisou seu papel no filme "Why Did I Get Married Too?". Em novembro de 2010, Janet estrelou como Joanna no drama For Colored Girls. A Mattel lançou uma edição limitada da Barbie de Janet intitulada "Divinely Janet", parte dos lucros foram doados ao Project Angel Food.
Em fevereiro de 2011, lançou o livro de autoajuda "True You: A Journey to Finding and Loving Yourself", onde narrou sua luta com peso e autoconfiança. O livro liderou a lista dos mais vendidos do The New York Times. Ainda em 2011, Janet embarcou na turnê, "Number Ones: Up Close and Personal", realizando shows em 35 cidades globais, selecionadas por fãs que enviaram sugestões em seu site oficial; Ela apresentou 35 sucessos e dedicou uma música diferente a cada cidade. No mesmo ano, Janet se tornou a primeira cantora pop feminina a se apresentar na pirâmide de vidro do Museu do Louvre em Paris, arrecadando contribuições para a restauração das obras de arte.

### 2015–2019: Unbreakable, Homenagens e Rock and Roll Hall of Fame
Em 16 de maio de 2015, Jackson anunciou planos de lançar um novo álbum sob sua própria gravadora, a "Rhythm Nation Records", com distribuição pela BMG Rights Management. Em 15 de junho, Janet anunciou a primeiras datas de sua nova turnê "Unbreakable World Tour". Em 22 de junho, o primeiro single do novo álbum "No Sleeep" foi lançado, e se tornou sua 40ª entrada na parada de singles Billboard Hot 100, chegando ao número 63. Seu décimo primeiro álbum de estúdio "Unbreakable", foi lançado em 2 de outubro de 2015, e estreou em primeiro lugar na Billboard 200, tornando-se o seu sétimo álbum no topo das paradas nos Estados Unidos. Isso fez dela a terceira artista na história a ter um álbum em primeiro lugar em cada uma das últimas quatro décadas. Unbreakable apareceu diversas publicações como um dos melhores álbuns lançados de 2015. No mesmo ano, o canal BET presenteou Jackson com um "Ultimate Icon: Music Dance Visual Award" no BET Awards, que também contou com uma homenagem realizada por Ciara, Jason Derulo e Tinashe.
Em 1º de maio de 2017, Jackson anunciou que retomaria com sua Unbreakable World Tour, que agora se chamaria "State of the World Tour". A turnê renovada foi lançada em 7 de setembro de 2017. Os lucros do concerto de 9 de setembro, foram doados para os afetados do furacão Harvey.
Em maio de 2018, Janet recebeu o "Billboard Icon Award" no Billboard Music Awards, onde apresentou um medley de sucessos. Em agosto, lançou seu novo single "Made for Now", uma colaboração com o rapper Daddy Yankee. Em novembro, Janet foi homenageada com um "Global Icon Award" no MTV Europe Music Awards. Ela também apresentou um medley de três músicas, “Rhythm Nation”, “All for You” e seu recente single "Made for Now ".
Em 26 de fevereiro de 2019, Jackson anunciou uma residência de quatro meses em Las Vegas intitulada "Metamorphosis". Em 29 de março, Janet entrou para o Rock and Roll Hall of Fame. Entre setembro e novembro de 2019, Janet realizou uma série de shows em comemoração ao 30º aniversário do álbum Rhythm Nation 1814, em São Francisco e Havaí.

### 2020–presente: Documentário e Turnê Together Again
Em 2020, Janet estava pronta para embarcar em sua nova turnê a "Black Diamond World Tour", porém, foi adiada indefinidamente devido à pandemia de COVID-19, e mais tarde, cancelada. Em 2021, na 30ª temporada de Dancing with the Stars, o tema da 8ª semana foi, "Janet Jackson Night", em homenagem a Janet e suas famosas coreografias.
Em 2022, um documentário de duas partes sobre sua carreira foi produzido exibido pelos canais Lifetime e A&E, nos dias 28 e 29 de janeiro, respectivamente. Em 12 de dezembro de 2022, Janet anunciou que sairia em turnê novamente, a partir de 14 de abril de 2023, com a "Together Again", que mais tarde se tornou a turnê de maior bilheteria de sua carreira. Em 8 de março de 2023, o Lifetime e o A&E deram sinal verde para uma série documental subsequente, Janet Jackson: Family First . A série seguirá Jackson enquanto ela se prepara para sua turnê Together Again, bem como as tentativas dela e do irmão Randy de reunir a banda da família.
Em 30 de dezembro de 2024, Jackson iniciou outra residência de shows em Las Vegas, a "Janet Jackson: Las Vegas". Em 14 de janeiro de 2025, seis shows foram adicionados para maio do mesmo ano.

## Vida Pessoal
Aos 18 anos, Janet Jackson fugiu com o cantor James DeBarge em setembro de 1984. O casamento foi anulado em novembro de 1985. Em 1986, Jackson começou a namorar o dançarino, compositor e diretor René Elizondo Jr. Em março de 1991, Jackson se casou com Elizondo e a união foi mantida em segredo até que o divórcio foi tornado público em maio de 2000. Em maio de 2000, René Elizondo, Jr. abriu um processo de divórcio de Janet, pedindo 190 milhões de dólares, cerca de 28% da fortuna de Janet na época, alegando que havia trabalhado nos álbuns anteriores de Janet. Ela foi determinada a pagar 25 milhões de dólares a ele. De 2002 a 2009, Jackson namorou o produtor musical e compositor Jermaine Dupri.
Jackson foi apresentado ao empresário catariano Wissam Al Mana em outubro de 2006 e começou a namorar com ele em 2010.  O casal ficou noivo e se casou em particular em 2012. Em 3 de janeiro de 2017, aos 50 anos, Janet deu a luz ao seu filho, Eissa Al Mana. No mesmo ano, anunciou que estava se separando de seu quinto marido, o magnata Wissam Al Mama.
Em 2013, a Forbes anunciou que Janet Jackson é a cantora negra mais rica de todos os tempos, tendo alcançado uma fortuna avaliada em US$ 1,2 bilhão.

## Legado
- O álbum Control é listado pela National Association of Recording Merchandisers, como um dos "200 Álbuns Definitivos de Todos os Tempos".[136]
- Em 2021, a Biblioteca do Congresso dos Estados Unidos selecionou o álbum "Rhythm Nation 1814" para preservação no Registro Nacional de Gravações, considerando-o "culturalmente, historicamente e artisticamente significativo".[137]
- Em 2008, Janet recebeu o Prêmio Vanguard no GLAAD Media Awards, homenageando suas contribuições na promoção de direitos entre a comunidade gay.[138]
- Em 2012, ela foi homenageada pela amfAR por suas contribuições à pesquisa sobre a AIDS, durante o Festival de Cinema de Cannes.[139]
- Em março de 2008, a Business Wire relatou que "Janet Jackson é uma das dez artistas mais vendidas na história da música contemporânea; classificada pela revista Billboard como o nono ato de maior sucesso na história do rock and roll e a segunda artista feminina de maior sucesso na história da música pop." [140]

## Discografia
Álbuns de estúdio
- 1982: Janet Jackson
- 1984: Dream Street
- 1986: Control
- 1989: Rhythm Nation 1814
- 1993: janet.
- 1997: The Velvet Rope
- 2001: All for You
- 2004: Damita Jo
- 2006: 20 Y.O.
- 2008: Discipline
- 2015: Unbreakable

Compilações
- 1995: Design of a Decade: 1986–1996
- 2009: Number Ones
- 2010: Icon: Number Ones
- 2022: Japanese Singles Collection - Greatest Hits

## Turnês

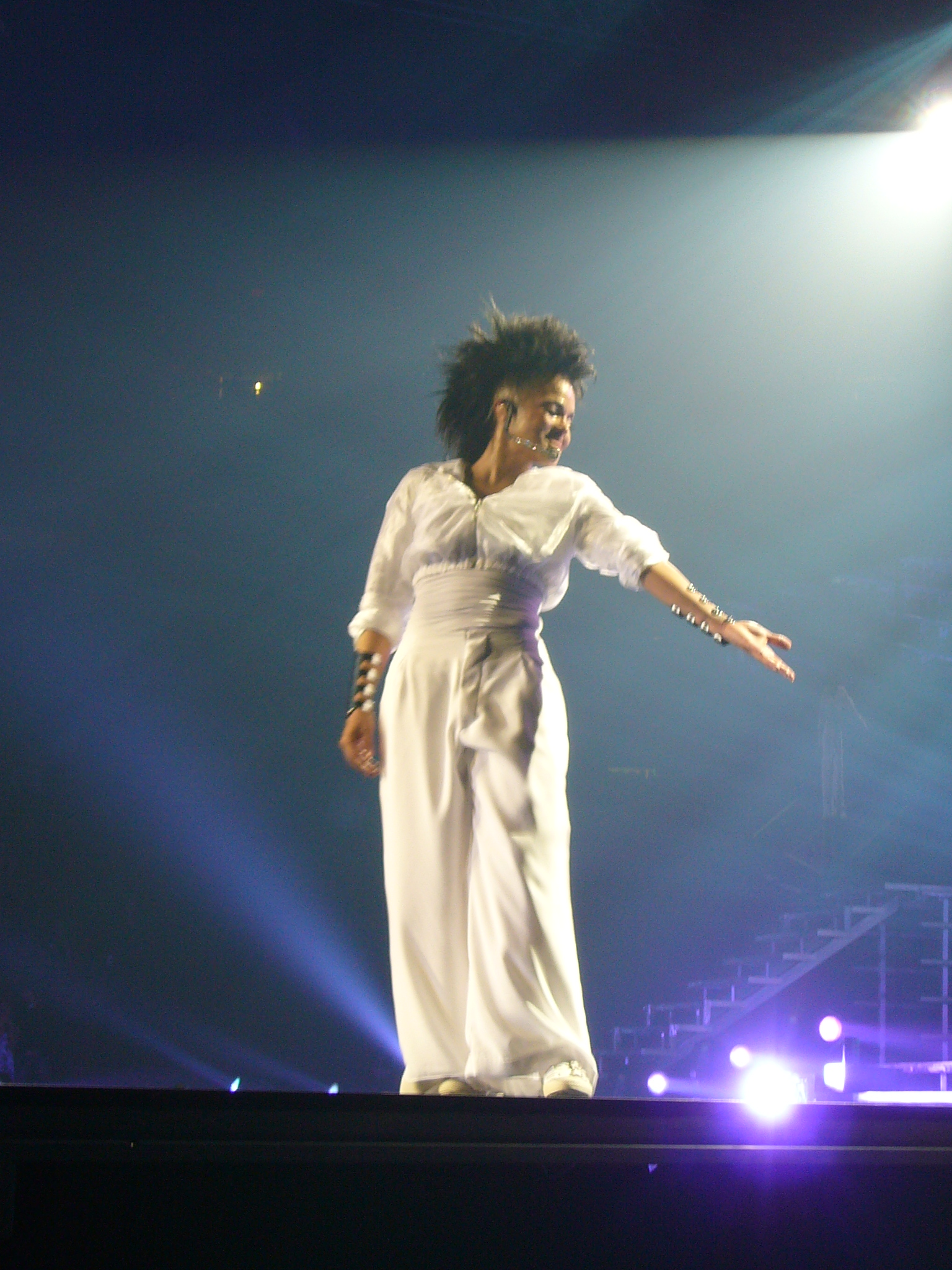
Janet durante a Rock Witchu Tour em 2008.

| Nome                                                                   | Álbum associado                    | Data de Inicio         | Data de fim             | Etapas | Número de apresentações |
| ---------------------------------------------------------------------- | ---------------------------------- | ---------------------- | ----------------------- | ------ | ----------------------- |
| Rhythm Nation World Tour                                               | Janet Jackson's Rhythm Nation 1814 | 1 de março de 1990     | 11 de fevereiro de 1991 | 5      | 122                     |
| janet. World Tour                                                      | Janet                              | 24 de novembro de 1993 | 26 de abril de 1995     | 7      | 123                     |
| The Velvet Rope World Tour                                             | The Velvet Rope                    | 16 de abril de 1998    | 30 de janeiro de 1999   | 6      | 123                     |
| All for You World Tour                                                 | All for You                        | 7 de junho de 2001     | 16 de fevereiro de 2002 | 3      | 72                      |
| Rock Witchu Tour                                                       | Discipline                         | 10 de setembro de 2008 | 1 de novembro de 2008   | 1      | 16                      |
| Number Ones: Up Close and Personal                                     | Number Ones                        | 4 de fevereiro de 2011 | 5 de dezembro de 2011   | 8      | 81                      |
| Unbreakable World Tour                                                 | Unbreakable                        | 31 de agosto de 2015   | 26 de março de 2016     | 2      | 37                      |
| State of the World Tour                                                | Unbreakable                        | 7 de setembro de 2017  | 17 de dezembro de 2017  | 1      | 56                      |
| Janet Jackson: A Special 30th Anniversary Celebration of Rhythm Nation | Janet Jackson's Rhythm Nation 1814 | 14 de setembro de 2019 | 23 de novembro de 2019  | 2      | 11                      |
| Janet Jackson: Together Again                                          | N/A                                | 14 de abril de 2023    | 10 de outubro de 2024   | 5      | 94                      |

## Filmografia

### Filmes
| Ano  | Filme                                                        | Personagem | Arrecadação nos Estados Unidos | Arrecadação em todo o mundo |
| ---- | ------------------------------------------------------------ | ---------- | ------------------------------ | --------------------------- |
| 1986 | "Eddie Murphy Raw" ("Eddie Murphy - Sem Censura")            | Ela mesma  | US$21 458 229                  | —                           |
| 1987 | "Tough Guys" ("Os últimos durões")                           | Ela mesma  | US$50 504 655                  | —                           |
| 1990 | "Ghost Dad"                                                  | Ela mesma  | US$24 707 633                  | US$25 421 633               |
| 1990 | "Malcolm X"                                                  | Ela mesma  | US$48 169 910                  | —                           |
| 1993 | "Poetic Justice" ("Sem Medo no Coração")                     | Justice    | US$27 515 786                  | —                           |
| 2000 | "Nutty Professor II: The Klumps" ("Professor Aloprado 2")    | Denise     | US$200 000 000                 | US$350 000 000              |
| 2007 | "Why Did I Get Married?" ("Por Que Eu Me Casei?")            | Patricia   | US$55 204 525                  | US$55 862 886               |
| 2010 | "Why Did I Get Married Too?" ("Por Que Eu Me Casei Também?") | Patricia   | US$60 095 852                  | US$60 655 184               |
| 2010 | "For Colored Girls" ("Para Garotas de Cor")                  | Jo         | US$40 000 000                  | —                           |

### Televisão
- Good Times (1977-1979)
- Diff'rent Strokes (1980-84)
- Fame (1984-85)

## Árvore Genealógica da Família Jackson
Árvore genealógica dos irmãos, pais e avós de Michael Jackson. Por simplificação, não estão incluídos filhos e sobrinhos:
|        |        |        |        |        |        |  |  |        |        |        |        | Samuel Jackson | Samuel Jackson | Samuel Jackson | Samuel Jackson | Samuel Jackson | Samuel Jackson |        |        |        |        |        |        | Crystal Lee King | Crystal Lee King | Crystal Lee King | Crystal Lee King | Crystal Lee King | Crystal Lee King |  |  | Prince Albert Screws | Prince Albert Screws | Prince Albert Screws | Prince Albert Screws | Prince Albert Screws | Prince Albert Screws |           |           |           |           |        |        | Martha Upshaw | Martha Upshaw | Martha Upshaw | Martha Upshaw | Martha Upshaw | Martha Upshaw |         |         |         |         |  |  |       |       |       |       |       |       |  |  |       |       |       |       |       |       |  |  |
|        |        |        |        |        |        |  |  |        |        |        |        | Samuel Jackson | Samuel Jackson | Samuel Jackson | Samuel Jackson | Samuel Jackson | Samuel Jackson |        |        |        |        |        |        | Crystal Lee King | Crystal Lee King | Crystal Lee King | Crystal Lee King | Crystal Lee King | Crystal Lee King |  |  | Prince Albert Screws | Prince Albert Screws | Prince Albert Screws | Prince Albert Screws | Prince Albert Screws | Prince Albert Screws |           |           |           |           |        |        | Martha Upshaw | Martha Upshaw | Martha Upshaw | Martha Upshaw | Martha Upshaw | Martha Upshaw |         |         |         |         |  |  |       |       |       |       |       |       |  |  |       |       |       |       |       |       |  |  |
|        |        |        |        |        |        |  |  |        |        |        |        |                |                |                |                |                |                |        |        |        |        |        |        |                  |                  |                  |                  |                  |                  |  |  |                      |                      |                      |                      |                      |                      |           |           |           |           |        |        |               |               |               |               |               |               |         |         |         |         |  |  |       |       |       |       |       |       |  |  |       |       |       |       |       |       |  |  |
|        |        |        |        |        |        |  |  |        |        |        |        |                |                |                |                |                |                | Joseph | Joseph | Joseph | Joseph | Joseph | Joseph |                  |                  |                  |                  |                  |                  |  |  |                      |                      |                      |                      | Katherine            | Katherine            | Katherine | Katherine | Katherine | Katherine |        |        |               |               |               |               |               |               |         |         |         |         |  |  |       |       |       |       |       |       |  |  |       |       |       |       |       |       |  |  |
|        |        |        |        |        |        |  |  |        |        |        |        |                |                |                |                |                |                | Joseph | Joseph | Joseph | Joseph | Joseph | Joseph |                  |                  |                  |                  |                  |                  |  |  |                      |                      |                      |                      | Katherine            | Katherine            | Katherine | Katherine | Katherine | Katherine |        |        |               |               |               |               |               |               |         |         |         |         |  |  |       |       |       |       |       |       |  |  |       |       |       |       |       |       |  |  |
|        |        |        |        |        |        |  |  |        |        |        |        |                |                |                |                |                |                |        |        |        |        |        |        |                  |                  |                  |                  |                  |                  |  |  |                      |                      |                      |                      |                      |                      |           |           |           |           |        |        |               |               |               |               |               |               |         |         |         |         |  |  |       |       |       |       |       |       |  |  |       |       |       |       |       |       |  |  |
|        |        |        |        |        |        |  |  |        |        |        |        |                |                |                |                |                |                |        |        |        |        |        |        |                  |                  |                  |                  |                  |                  |  |  |                      |                      |                      |                      |                      |                      |           |           |           |           |        |        |               |               |               |               |               |               |         |         |         |         |  |  |       |       |       |       |       |       |  |  |       |       |       |       |       |       |  |  |
|        |        |        |        |        |        |  |  |        |        |        |        |                |                |                |                |                |                |        |        |        |        |        |        |                  |                  |                  |                  |                  |                  |  |  |                      |                      |                      |                      |                      |                      |           |           |           |           |        |        |               |               |               |               |               |               |         |         |         |         |  |  |       |       |       |       |       |       |  |  |       |       |       |       |       |       |  |  |
| Rebbie | Rebbie | Rebbie | Rebbie | Rebbie | Rebbie |  |  | Jackie | Jackie | Jackie | Jackie | Jackie         | Jackie         |                |                | Tito           | Tito           | Tito   | Tito   | Tito   | Tito   |        |        | Jermaine         | Jermaine         | Jermaine         | Jermaine         | Jermaine         | Jermaine         |  |  | LaToya               | LaToya               | LaToya               | LaToya               | LaToya               | LaToya               |           |           | Marlon    | Marlon    | Marlon | Marlon | Marlon        | Marlon        |               |               | Michael       | Michael       | Michael | Michael | Michael | Michael |  |  | Randy | Randy | Randy | Randy | Randy | Randy |  |  | Janet | Janet | Janet | Janet | Janet | Janet |  |  |